# جام انگلستان-اسکاتلند ۷۶–۱۹۷۵
جام انگلستان-اسکاتلند ۷۶–۱۹۷۵ اولین دوره این مسابقات بود که جایگزین جام تکزاکو شد.  تیم میدلزبرو، در یک فینال رفت و برگشت، فولام را در مجموع ۱-۰ شکست داد و برنده شد.

## گروه انگلستان

### گروه ۱
| تیم ۱           | نتیجه | تیم ۲           | تاریخ      |
| --------------- | ----- | --------------- | ---------- |
| کارلایل یونایتد | ۲–۰   | نیوکاسل یونایتد | ۲ اوت ۱۹۷۵ |
| میدلزبرو        | ۳–۲   | ساندرلند        | ۲ اوت ۱۹۷۵ |
| میدلزبرو        | ۴–۱   | کارلایل یونایتد | ۵ اوت ۱۹۷۵ |
| نیوکاسل یونایتد | ۰–۲   | ساندرلند        | ۶ اوت ۱۹۷۵ |
| نیوکاسل یونایتد | ۲–۲   | میدلزبرو        | ۹ اوت ۱۹۷۵ |
| ساندرلند        | ۰–۱   | کارلایل یونایتد | ۹ اوت ۱۹۷۵ |

| تیم             | بازی | ب | م | ش | گ‌ز | گ‌خ | ت  | اض | ام |
| --------------- | ---- | - | - | - | -- | -- | -- | -- | -- |
| میدلزبرو        | ۳    | ۲ | ۱ | ۰ | ۹  | ۵  | ۴  | ۲  | ۷  |
| کارلایل یونایتد | ۳    | ۲ | ۰ | ۱ | ۴  | ۴  | ۰  | ۰  | ۴  |
| ساندرلند        | ۳    | ۱ | ۰ | ۲ | ۴  | ۴  | ۰  | ۰  | ۲  |
| نیوکاسل یونایتد | ۳    | ۰ | ۱ | ۲ | ۲  | ۶  | -۴ | ۰  | ۱  |

### گروه ۲
| تیم ۱              | نتیجه | تیم ۲              | تاریخ      |
| ------------------ | ----- | ------------------ | ---------- |
| هال سیتی           | ۱–۰   | لستر سیتی          | ۲ اوت ۱۹۷۵ |
| وست برومویچ آلبیون | ۱–۱   | منزفیلد تاون       | ۲ اوت ۱۹۷۵ |
| هال سیتی           | ۱–۲   | وست برومویچ آلبیون | ۶ اوت ۱۹۷۵ |
| منزفیلد تاون       | ۲–۰   | لستر سیتی          | ۶ اوت ۱۹۷۵ |
| لستر سیتی          | ۲–۱   | وست برومویچ آلبیون | ۹ اوت ۱۹۷۵ |
| منزفیلد تاون       | ۲–۱   | هال سیتی           | ۹ اوت ۱۹۷۵ |

| تیم                | بازی | ب | م | ش | گ‌ز | گ‌خ | ت  | اض | ام |
| ------------------ | ---- | - | - | - | -- | -- | -- | -- | -- |
| منزفیلد تاون       | ۳    | ۲ | ۱ | ۰ | ۵  | ۲  | ۳  | ۰  | ۵  |
| وست برومویچ آلبیون | ۳    | ۱ | ۱ | ۱ | ۴  | ۴  | ۰  | ۰  | ۳  |
| لستر سیتی          | ۳    | ۱ | ۱ | ۱ | ۳  | ۴  | -۱ | ۰  | ۳  |
| هال سیتی           | ۳    | ۰ | ۱ | ۲ | ۳  | ۵  | -۲ | ۰  | ۱  |

### گروه ۳
| تیم ۱         | نتیجه | تیم ۲         | تاریخ      |
| ------------- | ----- | ------------- | ---------- |
| بلکپول        | ۱–۰   | منچستر سیتی   | ۲ اوت ۱۹۷۵ |
| شفیلد یونایتد | ۳–۱   | بلکبرن روورز  | ۲ اوت ۱۹۷۵ |
| بلکبرن روورز  | ۱–۰   | منچستر سیتی   | ۶ اوت ۱۹۷۵ |
| بلکپول        | ۱–۱   | شفیلد یونایتد | ۶ اوت ۱۹۷۵ |
| بلکبرن روورز  | ۳–۲   | بلکپول        | ۹ اوت ۱۹۷۵ |
| منچستر سیتی   | ۳–۱   | شفیلد یونایتد | ۹ اوت ۱۹۷۵ |

| تیم           | بازی | ب | م | ش | گ‌ز | گ‌خ | ت | اض | ام |
| ------------- | ---- | - | - | - | -- | -- | - | -- | -- |
| بلکبرن روورز  | ۳    | ۲ | ۰ | ۱ | ۵  | ۵  | ۰ | ۱  | ۵  |
| شفیلد یونایتد | ۳    | ۱ | ۱ | ۱ | ۵  | ۵  | ۰ | ۱  | ۴  |
| بلکپول        | ۳    | ۱ | ۱ | ۱ | ۴  | ۳  | ۰ | ۰  | ۳  |
| منچستر سیتی   | ۳    | ۱ | ۰ | ۲ | ۳  | ۳  | ۰ | ۱  | ۳  |

### گروه ۴
| تیم ۱        | نتیجه | تیم ۲        | تاریخ      |
| ------------ | ----- | ------------ | ---------- |
| چلسی         | ۱–۰   | بریستول سیتی | ۲ اوت ۱۹۷۵ |
| نوریچ سیتی   | ۱–۲   | فولام        | ۲ اوت ۱۹۷۵ |
| فولام        | ۲–۲   | بریستول سیتی | ۵ اوت ۱۹۷۵ |
| چلسی         | ۱–۱   | نوریچ سیتی   | ۶ اوت ۱۹۷۵ |
| بریستول سیتی | ۴–۱   | نوریچ سیتی   | ۹ اوت ۱۹۷۵ |
| فولام        | ۱–۰   | چلسی         | ۹ اوت ۱۹۷۵ |

| تیم          | بازی | ب | م | ش | گ‌ز | گ‌خ | ت  | اض | ام |
| ------------ | ---- | - | - | - | -- | -- | -- | -- | -- |
| فولام        | ۳    | ۲ | ۱ | ۰ | ۵  | ۳  | ۲  | ۰  | ۵  |
| بریستول سیتی | ۳    | ۱ | ۱ | ۱ | ۶  | ۴  | ۲  | ۱  | ۴  |
| چلسی         | ۳    | ۱ | ۱ | ۱ | ۲  | ۲  | ۰  | ۰  | ۳  |
| نوریچ سیتی   | ۳    | ۰ | ۱ | ۲ | ۳  | ۷  | -۴ | ۰  | ۱  |

## گروه اسکاتلند
| تیم ۱       | نتیجه | تیم ۲       | تاریخ          |
| ----------- | ----- | ----------- | -------------- |
| آبردین      | ۱–۱   | سنت جانستون | ۳۰ ژوئیه ۱۹۷۵  |
| آبردین      | ۲–۰   | سنت جانستون | ۶ اوت ۱۹۷۵     |
| ایر یونایتد | ۱–۰   | فالکیرک     | ۲ اوت ۱۹۷۵     |
| ایر یونایتد | ۲–۲   | فالکیرک     | ۶ اوت ۱۹۷۵     |
| ملکه جنوب   | ۲–۳   | هارتس       | ۲ اوت ۱۹۷۵     |
| ملکه جنوب   | ۱–۳   | هارتس       | ۳ سپتامبر ۱۹۷۵ |
| مادرول      | ۱–۱   | داندی       | ۲ اوت ۱۹۷۵     |
| مادرول      | ۱–۰   | داندی       | ۶ اوت ۱۹۷۵     |

## یک‌چهارم نهایی
| تیم ۱        | نتیجه | تیم ۲        | تاریخ           |
| ------------ | ----- | ------------ | --------------- |
| ایر یونایتد  | ۰–۰   | منزفیلد تاون | ۱۵ سپتامبر ۱۹۷۵ |
| ایر یونایتد  | ۰–۲   | منزفیلد تاون | ۲۹ سپتامبر ۱۹۷۵ |
| فولام        | ۳–۲   | هارتس        | ۱۶ سپتامبر ۱۹۷۵ |
| فولام        | ۲–۲   | هارتس        | ۱ اکتبر ۱۹۷۵    |
| میدلزبرو     | ۲–۰   | آبردین       | ۱۶ سپتامبر ۱۹۷۵ |
| میدلزبرو     | ۵–۲   | آبردین       | ۱ اکتبر ۱۹۷۵    |
| بلکبرن روورز | ۰–۰   | مادرول       | ۱۷ سپتامبر ۱۹۷۵ |
| بلکبرن روورز | ۱–۲   | مادرول       | ۳۰ سپتامبر ۱۹۷۵ |

## نیمه نهایی
| تیم ۱    | نتیجه | تیم ۲        | تاریخ         |
| -------- | ----- | ------------ | ------------- |
| فولام    | ۱–۱   | مادرول       | ۲۱ اکتبر ۱۹۷۵ |
| فولام    | ۳–۲   | مادرول       | ۴ نوامبر ۱۹۷۵ |
| میدلزبرو | ۳–۰   | منزفیلد تاون | ۲۱ اکتبر ۱۹۷۵ |
| میدلزبرو | ۲–۰   | منزفیلد تاون | ۳ نوامبر ۱۹۷۵ |

## فینال
| میدلزبرو  | ۱–۰ | فولام |
| --------- | --- | ----- |
| آرمسترانگ |     |       |

| فولام | ۰–۰ | میدلزبرو |
| ----- | --- | -------- |
|       |     |          |